# Second lady of gentleman van de Verenigde Staten

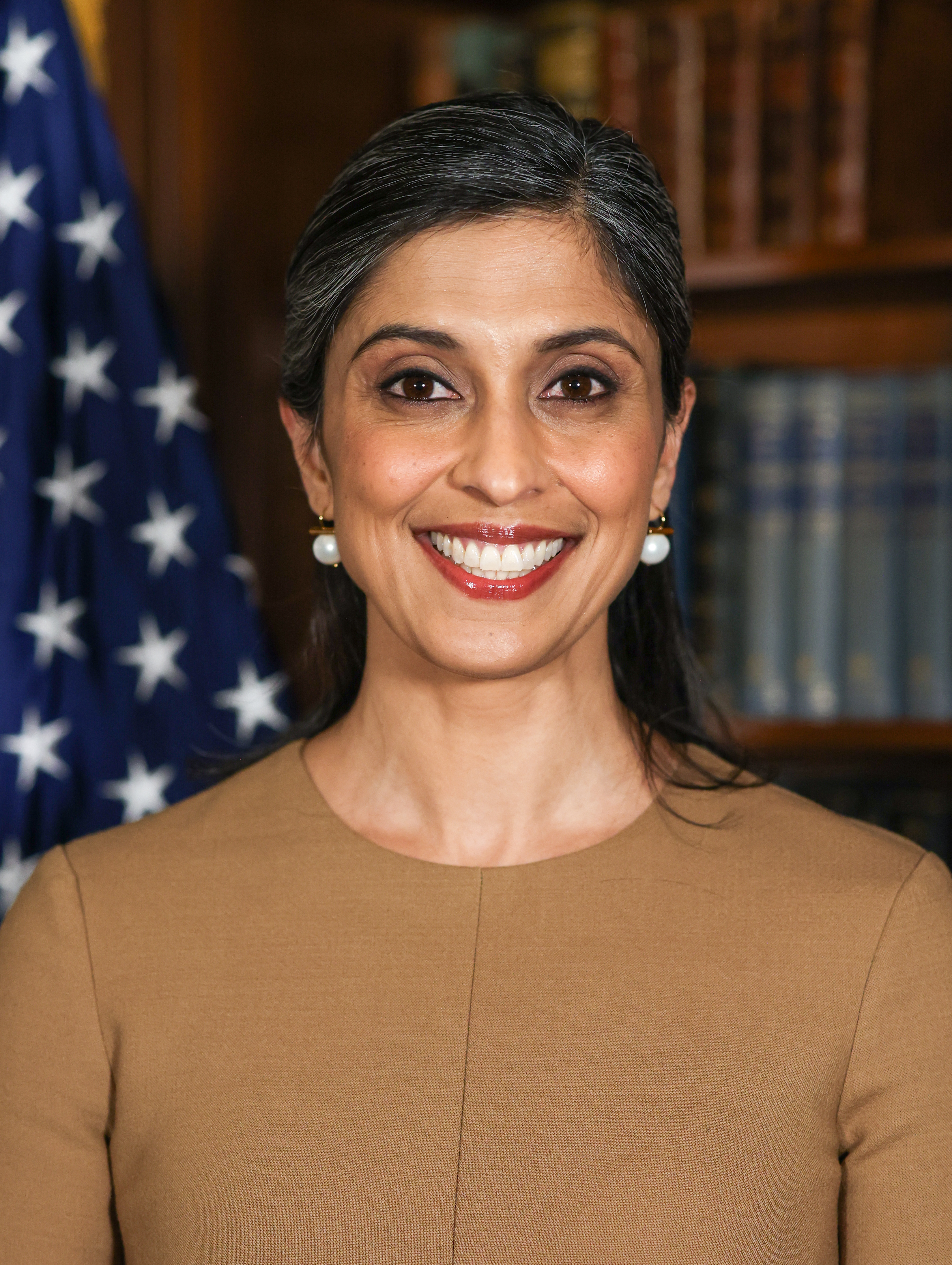
Usha Vance, de huidige second lady van de Verenigde Staten.

De second lady of gentleman van de Verenigde Staten (Engels: Second Lady or Gentleman of the United States) is de informele titel die men geeft aan de partner van de zittende vicepresident van de Verenigde Staten. Deze titel werd voor het eerst gebruikt om naar zichzelf te verwijzen door Jennie Tuttle Hobart, de echtgenote van vicepresident Garret Hobart (1897-1899).
De huidige second lady is Usha Vance, de echtgenote van vicepresident J.D. Vance. 

## Informatie
Twaalf second lady's werden first lady nadat hun echtgenoten president werden. De eerste was Abigail Adams in 1797 en de meest recente is Jill Biden, die in 2021 first lady werd nadat haar man Joe Biden president werd.
Van 20 januari 2021 tot 20 januari 2025 was Douglas Emhoff, de echtgenoot van de dan dienende vicepresident Kamala Harris, second gentleman. 
Er leven nog zes voormalig second lady's of gentleman: Marilyn Quayle, Tipper Gore, Lynne Cheney, Jill Biden, Karen Pence en Douglas Emhoff.